# دوري قرغيزستان لكرة القدم 2012
دوري قيرغيزستان لكرة القدم 2012 هو الموسم 21 من دوري قيرغيزستان لكرة القدم. أقيم خلال الفترة 14 أبريل 2012 وحتى 13 نوفمبر 2012، وأشرف على تنظيمه اتحاد قيرغيزستان لكرة القدم، وكان عدد الأندية المشاركة فيه 8، وفاز فيه نادي دوردوي بيشكك.